# Eusynthemis nigra
Eusynthemis nigra – gatunek ważki z rodziny Synthemistidae.